# 哈尔滨犹太总会堂
哈尔滨犹太总会堂，现在是哈尔滨老会堂音乐厅，位于黑龙江省哈尔滨市道里区通江街82号（旧名炮队街），毗邻犹太中学旧址，2013年被列为第七批全国重点文物保护单位。。
20世纪初，哈尔滨曾是远东最大的犹太人中心。哈尔滨犹太总会堂于1907年5月3日开始动工建造，1909年1月15日竣工。设计者建筑师Н•А•卡兹-吉列。1931年6月毁于大火，不久重建。会堂高二层，屋顶建有一大一小两个穹顶。拉丁十字平面，装饰精美，门窗饰以圆拱和尖拱，屋顶装饰有大卫之星。哈尔滨犹太社区领袖亚伯拉罕·考夫曼于1919年至1945年在这座犹太会堂工作。
1963年，犹太会堂关闭，原址改为哈尔滨车辆厂招待所，后改为卡兹青年旅舍。2013年，哈尔滨市政府斥资10亿元对该建筑进行翻新修复，将其辟为哈尔滨老会堂音乐厅，2014年重新开放。这里每年都举办许多音乐会。三楼还有一家怀旧书店。